# Pattie Brooks

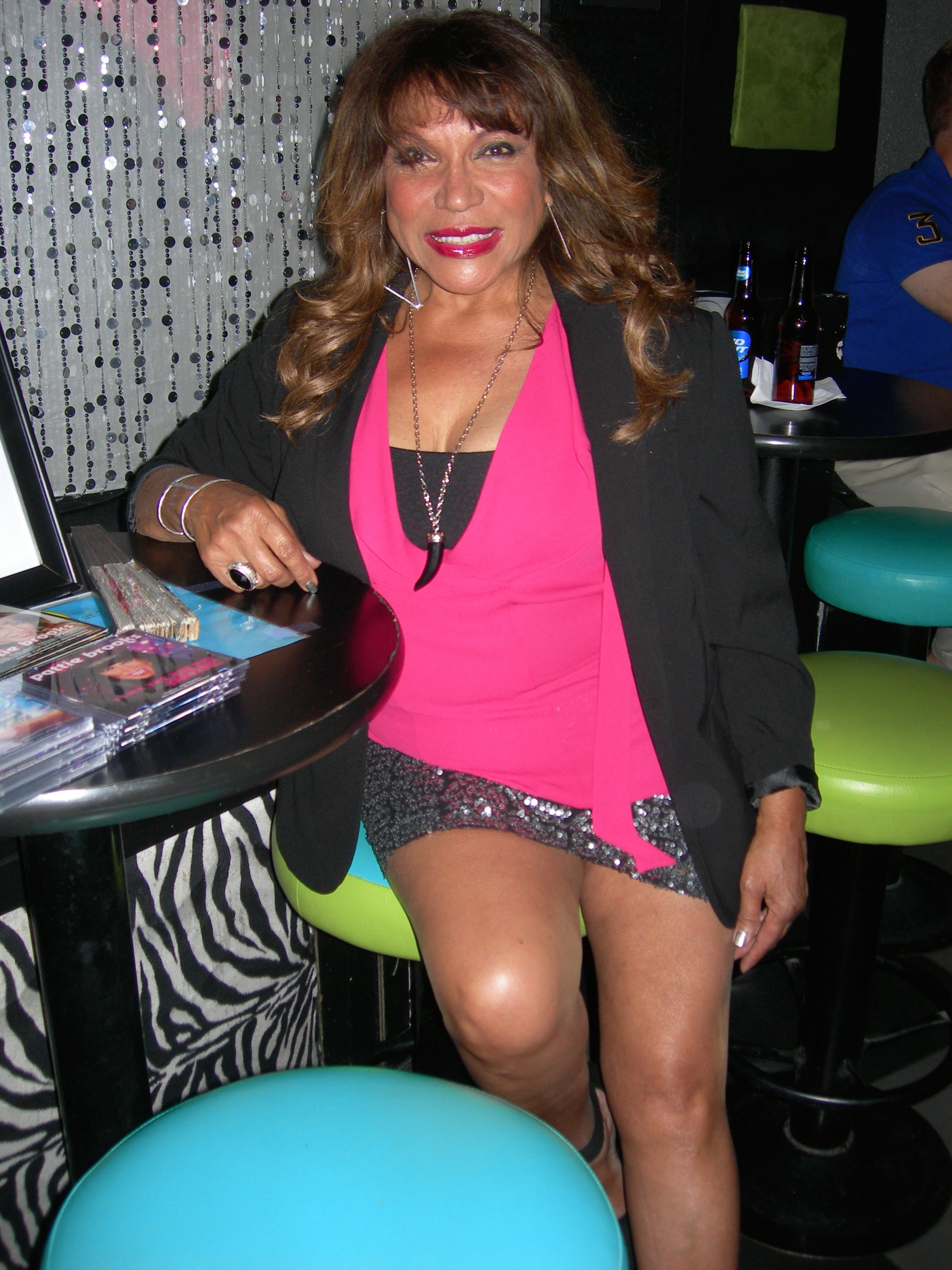
Pattie Brooks

Pattie Brooks (* in Fort Riley, Kansas) ist eine US-amerikanische Disco-Sängerin.

## Biografie
Pattie Brooks’ größter Erfolg After Dark war Teil des mit Platin ausgezeichneten Soundtracks zum Disco-Film Gottseidank es ist Freitag (Thank God It’s Friday). Eine Auswahl von Liedern des Soundtracks, darunter auch Brooks’ Titel stand 1978 für sechs Wochen auf Platz eins der amerikanischen Disco-Charts von Billboard.
Zuvor hatte Brooks bereits einen großen Erfolg mit Girl Don’t Make Me Wait / Love Shook / Pop Collage gehabt. Diese Titel standen Ende 1977 ebenfalls gemeinsam auf Platz zwei der Disco-Charts. Ebenfalls platzieren konnten sich die LP Our Ms. Brooks sowie Got To Go Disco aus dem gleichnamigen Musical, das im Sommer 1979 am Broadway floppte. Es wird als „erstes Disco-Musical“ gewertet. Auf dem Höhepunkt ihrer Karriere gehörte Brooks vier Alben lang zu den populärsten Disco-Künstlern auf dem Label Casablanca.
Auch danach erschienen noch Alben und vor allen Dingen einige Singles von Brooks, die aber nicht mehr die Charts erreichten. Daneben wir Brooks auch als Backgroundsängerin für eine große Anzahl an Künstlern tätig, vor allen Dingen für Sängerinnen wie Olivia Newton-John, Dusty Springfield, Donna Summer, Diana Ross, Syreeta, Marlena Shaw oder Thelma Houston. Ebenfalls erwähnenswert sind ihre Beiträge für weitere Soundtracks, darunter der Song Close Enough for Love für den Krimi Das Geheimnis der Agatha Christie (1979), eine Komposition von Johnny Mandel. Gleich mehrere Lieder sang sie für die Komödie Dr. Detroit, darunter auch Duette mit dem Hauptdarsteller Dan Aykroyd.
Nachdem es einige Jahre ruhiger um Brooks geworden war, hat sie sich in den letzten Jahren wieder verstärkt um ihre Musikkarriere gekümmert. 2014 erschien mit I Like The Way You Move eine neue Single.
Ihre Tochter Yvette Marine Barlowe, auch bekannt als Corvette, war Mitglied der Mary Jane Girls, die 1985 einen Top-10-Hit mit In My House hatten.

## Diskografie

### Alben
- 1977: Love Shook (Casablanca, mit The Simon Orchestra)
- 1978: Our Ms. Brooks (Casablanca)
- 1979: Party Girl (Casablanca)
- 1980: Pattie Brooks (Casablanca)
- 1983: In My World (Mirage)